# Фаворит (фільм, 2003)
«Фаворит» (англ. Seabiscuit) — американська спортивна кінодрама режисера, продюсера і сценариста Ґері Росса, що вийшла 2003 року. У головних ролях Тобі Магвайр, Джефф Бріджес, Кріс Купер, Елізабет Бенкс. Стрічку створено на основі роману «Фаворит: американська легенда» Лори Гілленбренд.
Вперше фільм продемонстрували 22 липня 2003 року у США.

## Сюжет
Після Великої депресії канадська сім'я Джона Полларда розпалася, тому він залишається разом із кінним тренером Томом Смітом, а пізніше стає жокеєм. Проте на життя він заробляє підпільними кулачними боями. Але одного разу Джону випадає можливість перемогти у кінних перегонах. На місцевому іподромі вся країна стежить за сходженням на вершину конячки на кличку Сухар.

## Творці фільму

### Знімальна група
- Кінорежисер — Ґері Росс,
- Сценарист — Ґері Росс,
- Кінопродюсери — Ґері Росс, Кетлін Кеннеді, Френк Маршалл, Джейн Сінделл,
- Виконавчі продюсери — Ґері Барбер, Роджер Бірнбаум, Робін Біссел, Тобі Маґвайр, Еллісон Томас.
- Композитор: Ренді Ньюмен,
- Кінооператор — Джон Шварцман,
- Кіномонтаж: Вільям Ґолденберґ.
- Підбір акторів — Террі Тейлор, Дебра Зейн,
- Художник-постановник: Жанін Оппеволл,
- Артдиректор: Ендрю Нескоморни,
- Художник по костюмах — Джудіанна Маковські[5].

### У ролях
| Актор           | Роль                                                    |
| --------------- | ------------------------------------------------------- |
| Тобі Магвайр    | Джон «Ред» Поллард, канадський жокей                    |
| Джефф Бріджес   | Чарльз С. Говард, американський бізнесмен, власник коня |
| Кріс Купер      | Том Сміт, кінний тренер                                 |
| Елізабет Бенкс  | Марсела Зебела-Говард, дружина Чарльза                  |
| Ґері Л. Стівенс | Джордж Вулф, канадський жокей                           |
| Вільям Мейсі    | «Тік Ток» МакЛоглін                                     |
| Девід Маккалоу  | оповідач                                                |

## Сприйняття

### Критика
Фільм отримав позитивні відгуки: Rotten Tomatoes дав оцінку 77% на основі 201 відгуку від критиків (середня оцінка 7,1/10) і 76% від глядачів зі середньою оцінкою 3,3/5 (118 048 голосів). Загалом на сайті фільми має позитивний рейтинг, фільму зарахований «стиглий помідор» від кінокритиків і «попкорн» від глядачів, Internet Movie Database — 7,3/10 (55 776 голосів), Metacritic — 72/100 (43 відгуки критиків) і 7,4/10 від глядачів (80 голосів). Загалом на цьому ресурсі від критиків і від глядачів фільм отримав позитивні відгуки.

### Касові збори
Під час показу у США, що розпочався 23 липня 2003 року, протягом першого тижня фільм показали у 1 989 кінотеатрах і він зібрав 20 854 735 $, що на той час дозволило йому зайняти 5 місце серед усіх прем'єр. Показ фільму тривав 161 день (23 тижні) і за цей час зібрав у прокаті у США 120 277 854 доларів США (за іншими даними 120 197 488 $), а у решті світу 28 058 591 $ (за іншими даними 28 437 488 $), тобто загалом 148 336 445 доларів США (за іншими даними 148 634 976 $) при бюджеті 87 млн доларів США (за іншими даними 86 млн $).

### Нагороди й номінації
Стрічка отримала 46 номінацій, з яких перемогла у 6.
| Нагороди і номінації фільму «Фаворит» | Нагороди і номінації фільму «Фаворит»              | Нагороди і номінації фільму «Фаворит»                           | Нагороди і номінації фільму «Фаворит»                           | Нагороди і номінації фільму «Фаворит» |
| Рік                                   | Нагорода                                           | Категорія                                                       | Номінант                                                        | Результат                             |
| ------------------------------------- | -------------------------------------------------- | --------------------------------------------------------------- | --------------------------------------------------------------- | ------------------------------------- |
| 2003                                  | Національна рада кінокритиків США                  | Найкращі десять фільмів                                         | стрічка                                                         | Перемога                              |
| 2004                                  | 76-та церемонія вручення нагороди «Оскар»          | Найкращий фільм                                                 | Кетлін Кеннеді, Френк Маршалл та Ґері Росс                      | Номінація                             |
| 2004                                  | 76-та церемонія вручення нагороди «Оскар»          | Найкращий адаптований сценарій                                  | Ґері Росс                                                       | Номінація                             |
| 2004                                  | 76-та церемонія вручення нагороди «Оскар»          | Найкращий монтаж                                                | Вільям Ґолденберґ                                               | Номінація                             |
| 2004                                  | 76-та церемонія вручення нагороди «Оскар»          | Найкраща операторська робота                                    | Джон Шварцман                                                   | Номінація                             |
| 2004                                  | 76-та церемонія вручення нагороди «Оскар»          | Найкраща робота художника-постановника, художника по декораціях | Жаннин Клаудія Оппволл (постановник), Леслі А. Повп (декоратор) | Номінація                             |
| 2004                                  | 76-та церемонія вручення нагороди «Оскар»          | Найкращий дизайн костюмів                                       | Джудіанна Маковскі                                              | Номінація                             |
| 2004                                  | 76-та церемонія вручення нагороди «Оскар»          | Найкращий звук                                                  | Енді Нельсон, Анна Бельмер, Тод А. Мейтленд                     | Номінація                             |
| 2004                                  | 61-ша церемонія вручення нагороди «Золотий глобус» | Найкращий фільм (драма)                                         | стрічка                                                         | Номінація                             |
| 2004                                  | 61-ша церемонія вручення нагороди «Золотий глобус» | Найкраща чоловіча роль другого плану                            | Вільям Г. Мейсі                                                 | Номінація                             |
| 2004                                  | Премія Гільдії сценаристів США                     | Найкращий адаптований сценарій                                  | Ґері Росс                                                       | Номінація                             |

### Виноски
1. 1 2  Seabiscuit: Release Info (англ.). Internet Movie Database. Процитовано 24 листопада 2015.
2. 1 2 3 4 5 6  Seabiscuit (англ.). Box Office Mojo. Процитовано 24 листопада 2015.
3. 1 2 3 4 5 6  Seabiscuit (2003) (англ.). The Numbers. Процитовано 24 листопада 2015.
4. 1 2  Seabiscuit (англ.). Internet Movie Database. Процитовано 24 листопада 2015.
5. 1 2  Seabiscuit: Full Cast & Crew (англ.). Internet Movie Database. Процитовано 24 листопада 2015.
6. ↑  Seabiscuit (англ.). Rotten Tomatoes. Процитовано 24 листопада 2015.
7. ↑  Helen O'Hara. Seabiscuit (англ.). Metacritic. Процитовано 24 листопада 2015.
8. ↑  Seabiscuit: Awards (англ.). Internet Movie Database. Процитовано 24 листопада 2015.